# Șipotu
Șipotu es una localidad rumana de la comuna de Turburea, en el condado de Gorj.

## Historia
Hacia comienzos del siglo XX, el lugar era una comuna del condado de Gorj, que también incluía la localidad de Spahiile y que tenía contabilizada una población de 953 habitantes. Contaba con dos iglesias.  En la segunda mitad del siglo XX formaba ya parte de la comuna de Turburea.